# سي بارتليت
سي بارتليت (بالإنجليزية: Sy Bartlett)‏ (10 يوليو 1900، ميكولايف في أوكرانيا - 29 مايو 1978، هوليوود في الولايات المتحدة)؛ كاتِب ومؤلِّف، كاتب سيناريو، منتج أفلام وروائي أمريكي.

## روابط خارجية
- سي بارتليت على موقع IMDb (الإنجليزية)
- سي بارتليت على موقع ألو سيني (الفرنسية)
- سي بارتليت على موقع أول موفي (الإنجليزية)
- سي بارتليت على موقع قاعدة بيانات الأفلام السويدية (السويدية)
- سي بارتليت على موقع قاعدة بيانات الفيلم (الإنجليزية)
- سي بارتليت على موقع كينوبويسك (الروسية)